# Major League Baseball 2K9
Major League Baseball 2K9 est un jeu vidéo de baseball développé par Visual Concepts et édité par 2K Sports, sorti en 2009 sur Windows, Wii, PlayStation 2, PlayStation 3, Xbox 360 et PlayStation Portable.